# EREG
EREG (англ. Epiregulin) – білок, який кодується однойменним геном, розташованим у людей на короткому плечі 4-ї хромосоми.  Довжина поліпептидного ланцюга білка становить 169 амінокислот, а молекулярна маса — 19 044.
| 10         |  | 20         |  | 30         |  | 40         |  | 50         |
| ---------- |  | ---------- |  | ---------- |  | ---------- |  | ---------- |
| MTAGRRMEML |  | CAGRVPALLL |  | CLGFHLLQAV |  | LSTTVIPSCI |  | PGESSDNCTA |
| LVQTEDNPRV |  | AQVSITKCSS |  | DMNGYCLHGQ |  | CIYLVDMSQN |  | YCRCEVGYTG |
| VRCEHFFLTV |  | HQPLSKEYVA |  | LTVILIILFL |  | ITVVGSTYYF |  | CRWYRNRKSK |
| EPKKEYERVT |  | SGDPELPQV  |  |            |  |            |  |            |

A: Аланін

C: Цистеїн

D: Аспарагінова кислота

E: Глутамінова кислота

F: Фенілаланін

G: Гліцин

H: Гістидин

I: Ізолейцин

K: Лізин

L: Лейцин

M: Метіонін

N: Аспарагін

P: Пролін

Q: Глутамін

R: Аргінін

S: Серин

T: Треонін

V: Валін

W: Триптофан

Кодований геном білок за функціями належить до факторів росту, мітогенів, білків розвитку. 
Задіяний у таких біологічних процесах як ангіогенез, диференціація, поліморфізм. 
Локалізований у клітинній мембрані, мембрані.
Також секретований назовні.